# Teatro Principal (Valencia)
El Teatro Principal de Valencia (España) fue el primer teatro construido en la ciudad tal y como concebimos hoy en día el teatro. Su programación es variada, ya que en él se ofrecen espectáculos de música, danza y teatro.

## Historia

### SiglosXVIIIyXIX
Situado en la calle de las Barcas, n.º 15, en el distrito de Ciutat Vella, fue un proyecto inicial del arquitecto italiano Filippo Fontana en 1774, pero más tarde fueron modificados los planos originales. Su construcción no comenzó hasta años más tarde, y aunque se inauguró en el año 1832 no estuvo totalmente finalizada la obra hasta el año 1854. El interior se decoró inicialmente al más puro estilo rococó.
La actuación más importante de los primeros años de vida del teatro es la del compositor y virtuoso pianista austriaco Franz Liszt, en el marco de su gira por España y Portugal entre octubre de 1844 y abril de 1845. En Valencia realizó tres actuaciones entre los días 27 y 31 de marzo de 1845, todas en el teatro principal. En la última ofreció al público tocar «lo que se le pida», improvisando sobre temas de ópera populares de la época. Los conciertos fueron un auténtico éxito de público y crítica.

### SigloXX
Como acontecimiento artístico, anunció la prensa valenciana, la actuación de los Ballets Rusos «procedentes de los teatros Metropolitan Opera House de Nueva York, Real de Madrid, Liceo de Barcelona, Gran Opera de París y San Carlo de Lisboa, dirigida por Mr. Sergei Diaghilev», para los días 25, 27, 28 y 30 de abril de 1918.
Entre los estrenos operísticos celebrados en el teatro Principal destacan los de El gato montés del maestro Manuel Penella, el 23 de febrero de 1916; La venta de los gatos, ópera póstuma del maestro José Serrano (con el arreglo, la orquestación y la dirección orquestal del maestro Enrique Estela), el 24 de abril de 1943; y El triomf de Tirant del maestro Amand Blanquer, el 7 de octubre de 1992.
El 16 de marzo de 1969 acogió la presentación oficial al público del popular cantante Nino Bravo y su conjunto, Los Superson, una gala que aún hoy recuerdan centenares de aficionados a la música pop.
Desde 1943 y hasta la inauguración del Palacio de la Música en 1987, sirvió como sede intermitente de la Orquesta de Valencia.
Una de las representaciones que más expectación levantó fue la del bailarín ruso Rudolf Nuréjev en noviembre de 1985.
En la década de los noventa el teatro sufrió reformas para adaptarlo a las normativas y hacerlo más cómodo, moderno y accesible.
Durante tres años consecutivos (1992, 1993 y 1994) albergó el Festival de la OTI.